# Gauche bulgare
La  Gauche bulgare (en bulgare, Българската левица, Balgarska Levitcata, BL) est un parti politique bulgare de type socialiste.
Il a été fondé en février 2009, essentiellement par des membres du Parti socialiste bulgare, avec un congrès constituant le 4 avril 2009. Ses leaders sont Hristofor Dochev, Margarita Mileva et Ivan Genov.
Le parti est membre de plein droit du Parti de la gauche européenne depuis septembre 2010.
Lors des élections législatives de 2013, le parti a obtenu 5 924 votes (0,17% des voix) et n'a pas réussi à obtenir de sièges. Lors des législatives de 2014, le parti s'est allié avec le Parti vert. Ensemble, ils ont obtenu 7 010 votes (0,21%). Cette coalition a été reconduite lors des législatives suivantes en 2017, au cours desquelles ils récoltent 2 876 votes (0,08%).